# Helen Burgess
Helen Margarite Burgess (Portland, 26 aprile 1916 – Los Angeles, 7 aprile 1937) è stata un'attrice statunitense.

## Biografia
Nata in Oregon, ha studiato a Tacoma (Washington), prima di stabilirsi a Los Angeles con la famiglia dal 1926. Viene scoperta all'età di 19 anni da Cecil B. DeMille, che le fa fare un provino poi superato per La conquista del West (1936) nel ruolo di Louisa Cody. L'anno seguente (1937) è protagonista nel film A Doctor's Diary diretto da Charles Vidor. La sua carriera prosegue nel film poliziesco King of Gamblers diretto da Robert Florey, in cui interpreta una giovane donna terrorizzata dai mafiosi. Il suo ultimo credito cinematografico è quello del film Night of Mystery di Ewald André Dupont (1937).
Nel gennaio 1937 fuggì con Herbert Rutherford in Arizona. Il loro matrimonio durò circa due mesi e fu annullato nel marzo 1937. Nel mese di aprile dello stesso anno venne ricoverata per una polmonite lobare, spegnendosi a soli 20 anni il 7 aprile 1937. È sepolta presso il Forest Lawn Memorial Park di Glendale (California).

## Filmografia
- La conquista del West (The Plainsman), regia di Cecil B. DeMille (1936)
- A Doctor's Diary, regia di Charles Vidor (1937)
- King of Gamblers, regia di Robert Florey (1937)
- Night of Mystery, regia di Ewald André Dupont (1937)